# Blangy-sur-Bresle
Blangy-sur-Bresle – miejscowość i gmina we Francji, w regionie Normandia, w departamencie Sekwana Nadmorska.
Według danych na rok 1999 gminę zamieszkiwało 3405 osób, a gęstość zaludnienia wynosiła 195 osób/km² (wśród 1421 gmin Górnej Normandii Blangy-sur-Bresle plasuje się na 69. miejscu pod względem liczby ludności, natomiast pod względem powierzchni na miejscu 86.).